# Cyrtandra disparoides
Cyrtandra disparoides är en tvåhjärtbladig växtart som beskrevs av Brian Laurence Burtt. Cyrtandra disparoides ingår i släktet Cyrtandra och familjen Gesneriaceae.

## Underarter
Arten delas in i följande underarter:
- C. d. disparoides
- C. d. inconspicua